# Heartless (Kanye West)
Heartless is een nummer geschreven en geproduceerd door de Amerikaanse hiphopartiest Kanye West. Het is de tweede single van Wests vierde studioalbum 808s & Heartbreak en net als op voorganger "Love Lockdown" wordt het Auto-Tune-effect toegepast. 

## Achtergrondinformatie
Heartless ging tijdens de ONE Campagne tijdens de Democratische Partijconventie 2008 in Denver, Colorado, in première. Het nummer werd ook gespeeld tijdens een concert van rapper T.I. in Los Angeles, waar hij als gastartiest optrad. Daar bevestigde hij het nummer als tweede single van het album.
Een gedeelte van de niet-gemasterde versie lekte op 12 oktober 2008 uit. Op 15 oktober postte West op zijn officiële blog de volledig gemasterde versie. Op 8 november plaatste hij de definitieve versie op zijn weblog.
Het nummer bevat een sample uit het nummer "Ammonia Avenue" van The Alan Parsons Project.

## Hitlijsten
In de Verenigde Staten debuteerde Heartless op nummer vier. Dit is Wests op een na hoogste debuut in zijn carrière, op Love Lockdown na, en de op twee na hoogste in de geschiedenis van de Billboard Hot 100. Hiermee heeft het album al twee top 5-hits zonder dat het uitgebracht was en zorgde het ervoor dat dit Wests enige album is met twee top 5-noteringen. De weken erop zakte het nummer, maar het steeg weer in de weken van januari 2009, en wel tot een nummer 2-positie.
In Canada was het ook de hoogste binnenkomer, net als in de Verenigde Staten. Daar debuteerde het op de achtste positie, een feit dat Love Lockdown ook had gedaan. In het Verenigd Koninkrijk noteerde het nummer de tiende positie als albumtrack. In Nederland bereikte het nummer in de Nederlandse Top 40 de 20e plek.

## Tracklijst

### iTunesdownload / promo-cd
1. "Heartless" — 03:31

### Cd-single
1. "Heartless" (albumversie) — 03:31
2. "Heartless" (instrumentaal) — 03:30

## Hitnotering
| Heartless in de Nederlandse Top 40 - binnen: 7 maart 2009 | Heartless in de Nederlandse Top 40 - binnen: 7 maart 2009 | Heartless in de Nederlandse Top 40 - binnen: 7 maart 2009 | Heartless in de Nederlandse Top 40 - binnen: 7 maart 2009 | Heartless in de Nederlandse Top 40 - binnen: 7 maart 2009 | Heartless in de Nederlandse Top 40 - binnen: 7 maart 2009 | Heartless in de Nederlandse Top 40 - binnen: 7 maart 2009 | Heartless in de Nederlandse Top 40 - binnen: 7 maart 2009 | Heartless in de Nederlandse Top 40 - binnen: 7 maart 2009 |
| Week                                                      | 1                                                         | 2                                                         | 3                                                         | 4                                                         | 5                                                         | 6                                                         | 7                                                         |                                                           |
| --------------------------------------------------------- | --------------------------------------------------------- | --------------------------------------------------------- | --------------------------------------------------------- | --------------------------------------------------------- | --------------------------------------------------------- | --------------------------------------------------------- | --------------------------------------------------------- | --------------------------------------------------------- |
| Nummer                                                    | 39                                                        | 25                                                        | 23                                                        | 20                                                        | 21                                                        | 25                                                        | 32                                                        | uit                                                       |

## Cover van The Fray
Heartless werd ook akoestisch gecoverd door de poprockgroep The Fray voor Live Lounge van de BBC, waar artiesten bekende nummers vertolken. De interpretatie van The Fray beviel zo goed, dat er werd besloten het nummer als single uit te brengen, vergezeld van een videoclip. Daarin komen de tekeningen van een jongen die een oogje heeft op het meisje voor hem, maar niet vice versa, tot leven in een poging om haar aandacht te trekken. Het nummer bereikte de 79e positie in de Amerikaanse Billboard Billboard Hot 100.